# 쇼틀랜드 제도

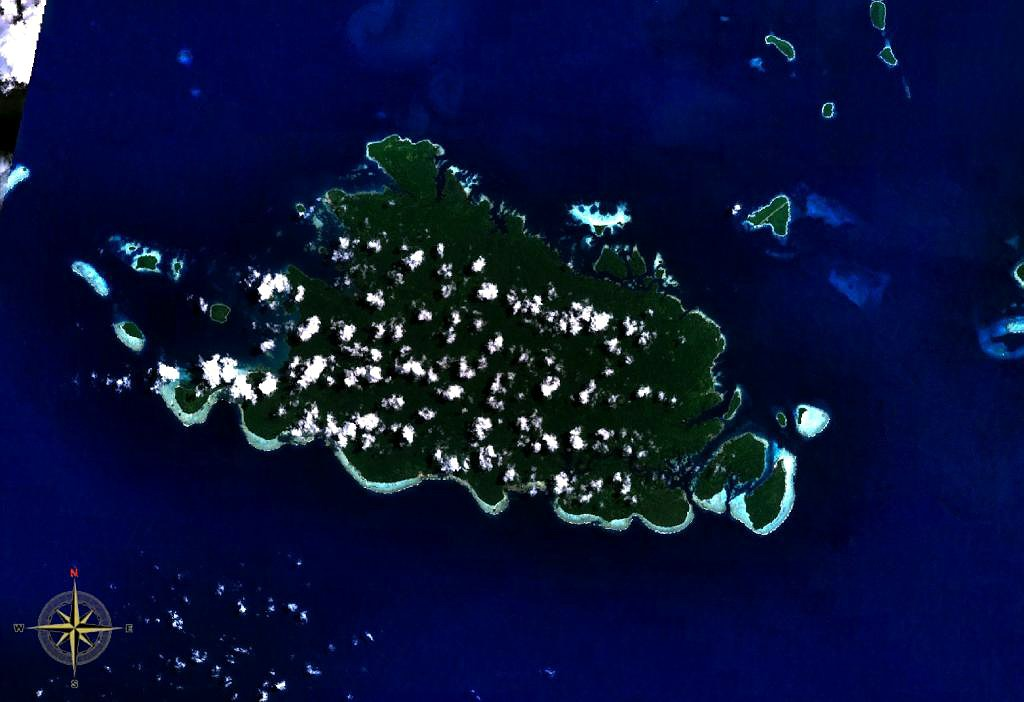

쇼틀랜드 제도(Shortland Islands)는 솔로몬 제도 북서단에 위치한 섬으로, 행정 구역상으로는 서부주에 속하며 파푸아뉴기니의 영토인 부건빌섬과 가까운 편이다. 가장 큰 섬인 쇼틀랜드섬을 비롯해서 오바우섬과 피루메리섬, 파우로섬, 발라레섬 등으로 나뉜다.
1788년 오스트레일리아 이민 수송선을 처음 운행한 영국 해군 장교 존 쇼틀랜드가 이 섬을 발견한 데서 붙여졌으며 1900년까지 독일이 쇼틀랜드섬의 영유권을 주장하기도 했다.